# 下松町
下松町（くだまつちょう）は、山口県都濃郡にあった町。現在の下松市の中心部にあたる。本項では町制前の名称である豊井村（とよいそん）についても述べる。

## 地理
- 海洋：周防灘、笠戸湾
- 山岳：茶臼山、旗岡山
- 河川：切戸川、平田川

## 歴史
- 1889年（明治22年）4月1日 - 町村制の施行により、東豊井村・西豊井村の区域をもって豊井村が発足。
- 1901年（明治34年）3月1日 - 豊井村が町制施行・改称して下松町となる。
- 1939年（昭和14年）11月3日 - 久保村・末武南村・花岡村と合併して下松市が発足。同日下松町廃止。

## 交通

### 鉄道路線
- 鉄道省
  - 柳井線（現・山陽本線）
    - 下松駅